# Lawrencia densiflora
Lawrencia densiflora är en malvaväxtart som först beskrevs av E. G. Baker, och fick sitt nu gällande namn av Ronald Melville. Lawrencia densiflora ingår i släktet Lawrencia och familjen malvaväxter. Inga underarter finns listade i Catalogue of Life.